# Романенко Сергій Миколайович
Сергій Миколайович Романенко (нар. 14 січня 1962, с. Трапівка, Татарбунарський р-н, Одеська область, УРСР) — радянський та український футболіст, захисник.

## Життєпис
Вихованець «Чорноморця», перший тренер — О. Руга. Дорослу футбольну кар'єру розпочав 1979 року в дублі «Чорноморця». За першу команду одеситів дебютував 26 серпня 1981 року в переможному (2:0) виїзному поєдинку 27-го туру Вищої ліги СРСР проти мосовського ЦСКА. Сергій вийшов на поле в стартовому складі та відіграв увесьм матч. Основним гравцем моряків так і не став, за 5 сезонів зіграв лише 14 матчів у вищому дивізіоні. Потім виступав у Другій лізі СРСР за СКА (Одеса) та «Кристал» (Херсон). Сезон 1989 році розпочав в аматорському клубі «Таврія» (Новотроїцьке), але по ходу сезону перебрався в черкеський «Нарт». У Другій лізі СРСР за черкеський клуб зіграв 102 поєдинки.
Напередодні старту сезону 1992 року повернувся до України, де підписав контракт з СК «Одеса». У футболці «спортклубівців» дебютував 18 травня 1992 року в переможному (3:0) домашньому поєдинку 15-го туру підгрупи 2 Вищої ліги України проти чернівецької «Буковини». Романенко вийшов на поле в стартовому складі та відіграв увесь матч. В еліті українського футболу зіграв 5 матчів, після цього разом з СК «Одеса» виступав у Першій лізі України. Першим голом за одеситів відзначився 18 листопада 1993 року на 51-й хвилині програного (2:4) виїзного поєдинку 19-го туру Першої ліги України проти київського «Динамо-2». Сергій вийшов на поле в стартовому складі та відіграв увесь матч. У Першій лізі України зіграв 79 матчів (2 голи). Під час зимової перерви сезони 1994/95 років перейшов у «Закарпаття». У футболці ужгородського клубу дебютував 14 травня 1995 року в переможному (2:1) поєдинку Першої ліги України проти київського «Динамо-2». Романенко вийшов на поле в стартовому складі та відіграв увесь матч. У другій половині сезону 1994/95 років провів 10 поєдинків у Першій лізі України.
Напередодні старту сезону 1995/96 років підсилив «Дністровець». У футболці дністровського клубу дебютував 1 серпня 1995 року в переможному (2:1) виїзному поєдинку 1/128 фіналу кубку України проти кіровоградського «Буревісника-Ельбруса». Романенко вийшов на поле в стартовому складі та відіграв увесьм матч. У Другій лізі України дебютував 6 серпня 1995 року в 1-му турі групи Б проти шахтарської «Медіти». Сергій вийшов на поле в стартовому складі та відіграв увесь матч. У сезоні 1995/96 років зіграв 25 матчів у Другій лізі України та 1 поєдинок у кубку України. У сезоні 1997/98 року виступав за «Вікторію» (Іванівка) у чемпіонаті Одеської області. По завершенні сезону 1997/98 років завершив кар'єру гравця.